# Kreisspiegelung
Die Kreisspiegelung oder Spiegelung am Kreis ist eine Abbildung der ebenen Geometrie, die das Innere und das Äußere eines gegebenen Kreises miteinander vertauscht.
Die Abbildung ist winkeltreu und zählt zu den speziellen konformen Transformationen.
Eine Kreisspiegelung ist der ebene Fall einer  geometrischen Inversion. Eine Inversion im Raum ist die Spiegelung an einer Kugel, kurz Kugelspiegelung, mit ähnlichen Eigenschaften wie die der Kreisspiegelung.

## Definition

Zur Definition der Spiegelung an einem Kreis, Punkt und der gespiegelte Punkt

Für die Kreisspiegelung an einem Kreis mit Mittelpunkt {\displaystyle M} und Radius {\displaystyle R} ist der Bildpunkt {\displaystyle P'} (siehe Bild) eines Punktes {\displaystyle P} dadurch festgelegt, dass {\displaystyle P'} auf einer Strecke {\displaystyle {\overline {MP}}} bzw. auf einer Halbgeraden {\displaystyle [MP} liegen und die Bedingung
{\displaystyle |{\overline {MP'}}|={\frac {R^{2}}{|{\overline {MP}}|}}}
erfüllen muss.:78
Dabei darf der ursprüngliche Punkt {\displaystyle P} nicht mit dem Mittelpunkt {\displaystyle M} übereinstimmen. Gelegentlich umgeht man dieses Problem, indem man einen neuen Punkt zur Ebene hinzufügt und diesen als Bildpunkt von {\displaystyle M} definiert. Der Bildpunkt dieses neuen Punktes ist der Mittelpunkt des Inversionskreises. Dieser wird auch Inversionszentrum und der Radius Inversionsradius genannt, was auch im Folgenden geschieht.

## Analytische Beschreibung
Ist in der xy-Ebene das Inversionszentrum {\displaystyle M} bei {\displaystyle (x_{0},y_{0})}, so lautet der Bildpunkt des Punktes mit Koordinaten {\displaystyle (x,y)\neq (x_{0},y_{0})}:
{\displaystyle (x',y')=(x_{0},y_{0})+{\frac {R^{2}(x-x_{0},y-y_{0})}{(x-x_{0})^{2}+(y-y_{0})^{2}}}}
In ebenen Polarkoordinaten {\displaystyle r,\varphi } besitzt eine Kreisspiegelung eine besonders einfache Darstellung:
{\displaystyle (r,\varphi )\rightarrow \left({\frac {R^{2}}{r}},\varphi \right)}.
Die Spiegelung am Einheitskreis ist dann
{\displaystyle (r,\varphi )\rightarrow \left({\frac {1}{r}},\varphi \right)}
und rechtfertigt die Bezeichnung Inversion.
In der Funktionentheorie behandelt man die Inversionen und die von ihnen erzeugten Kreisverwandtschaften am besten in der komplexen („Gaußschen“) Zahlenebene.
Eine Inversion am Einheitskreis wird dabei durch die Abbildung {\displaystyle z\mapsto {\frac {1}{\overline {z}}}} beschrieben. Darin bezeichnet {\displaystyle z} eine komplexe Zahl und {\displaystyle {\overline {z}}} die zugehörige konjugiert komplexe Zahl.

## Eigenschaften
- Die Abbildung vertauscht Inneres und Äußeres des Inversionskreises, die Punkte auf seinem Umfang sind Fixpunkte.
- Wendet man die Inversion zweimal an, so erhält man wieder die Ausgangssituation, die Inversion ist also eine Involution.
- Die Inversion ist eine konforme Abbildung, d. h., sie ist winkeltreu. Insbesondere werden Objekte, die einander berühren, auch wieder auf solche abgebildet.
- Die Inversion kehrt wie die Geradenspiegelung die Orientierung um.
- Die Verknüpfung zweier Inversionen um konzentrische Kreise ist eine Zentrische Streckung und behält die Orientierung.[1]:82
- Im Gegensatz zur Punkt-, Achsen- oder Ebenenspiegelung die ist Inversion keine Kongruenzabbildung.
- Geraden, die nicht durch den Mittelpunkt des Inversionskreises verlaufen, werden auf Kreise abgebildet, die durch den Mittelpunkt gehen.
- Geraden, die durch den Mittelpunkt des Inversionskreises verlaufen, werden auf sich selbst abgebildet.
- Kreise, die durch den Mittelpunkt des Inversionskreises verlaufen, werden auf Geraden abgebildet, die nicht durch den Mittelpunkt gehen.
- Kreise, die nicht durch den Mittelpunkt des Inversionskreises verlaufen, werden wieder auf solche Kreise abgebildet. Allerdings wird der Mittelpunkt des ursprünglichen Kreises durch die Inversion nicht auf den Mittelpunkt des Bildkreises abgebildet.
- Kreise, die den Inversionskreis rechtwinklig schneiden, werden auf sich selbst abgebildet.
- Hat ein Punkt den doppelten (q-fachen) Abstand vom Inversionszentrum wie ein anderer Punkt, dann hat er nach der Spiegelung den halben (1/q-fachen) Abstand vom Inversionszentrum wie der andere Punkt.
- Wenn {\displaystyle P} ein Punkt ist, der nicht auf dem Inversionskreis liegt, {\displaystyle P'} sein Spiegelbild und {\displaystyle A} und {\displaystyle B} die Schnittpunkte der Geraden {\displaystyle PP'} mit dem Inversionskreis sind, dann bilden {\displaystyle P,A,P',B} eine harmonische Teilung.[4]:131
- Wenn {\displaystyle M} das Inversionszentrum, {\displaystyle R} der Inversionsradius, {\displaystyle A'} das Spiegelbild des Punktes {\displaystyle A} und {\displaystyle B'} das Spiegelbild des Punktes {\displaystyle B} ist, dann sind die Dreiecke {\displaystyle \triangle MAB} und {\displaystyle \triangle MB'A'} spiegelbildlich ähnlich und einander entsprechende Seiten sind um den Faktor {\displaystyle {\mathsf {\tfrac {R^{2}}{|MA|\cdot |MB|}}}} gestreckt. Insbesondere ist {\displaystyle \angle MAB=\angle A'B'M.}[4]:132

## Spezielle Abbildungen
In diesem Abschnitt werden die Abbildungen von Punkten, Kreisen und Geraden vorgestellt, und das jeweils in analytischer Beschreibung, Konstruktion mit Zirkel und Lineal und Konstruktion mit Zirkel allein. Bei letzteren Konstruktionen gilt nach Mascheroni:

„Das einzige Zeichenhilfsmittel, welches in diesem Abschnitte gebraucht werden darf, ist der Zirkel; nur das Schlagen von Kreisbogen ist erlaubt; es darf in der Konstruktion nicht eine einzige gerade Linie gezeichnet werden.“

Die gelegentlich in den Abbildungen eingezeichneten gestrichelten bzw. gepunkteten Linien haben keine konstruktive Funktion; sie dienen dort lediglich der Verdeutlichung und dem Beweis.

### Kreisspiegelung eines Punktes

#### Analytische Beschreibung 1
Liegt das Inversionszentrum bei {\displaystyle (x_{0},y_{0})} und ist der Inversionsradius {\displaystyle R}, dann liegt der Bildpunkt von {\displaystyle (x,y)} wie in der #Definition bereits angegeben bei
{\displaystyle (x',y')=(x_{0},y_{0})+{\frac {R^{2}(x-x_{0},y-y_{0})}{(x-x_{0})^{2}+(y-y_{0})^{2}}}}
In der komplexen („Gaußschen“) Zahlenebene hat die Spiegelung am Kreis um das Inversionszentrum {\displaystyle c} mit Inversionsradius {\displaystyle R} die Darstellung:
{\displaystyle z'=c+{\frac {R^{2}}{\overline {z-c}}}}
In ihrer Polarform {\displaystyle z=r{\rm {e}}^{{\rm {i}}\varphi }} mit komplexem Argument {\displaystyle \varphi } schreibt sich das ähnlich wie in Polarkoordinaten oben:
{\displaystyle z=c+r{\rm {e}}^{{\rm {i}}\varphi }\mapsto c+{\frac {R^{2}}{r}}{\rm {e}}^{{\rm {i}}\varphi },\;r\neq 0}

#### Konstruktion mit Zirkel und Lineal 1

Bild 2: Winkelhalbierende des Dreiecks

Bild 1: Kreisbogen um mit beliebigen Radius

Bild 4: Konstruktion mit Kreis durch, ähnliche Dreiecke

Bild 5: Konstruktion nur mit Lineal und dem Inversionskreis

Bild 6: Konstruktion nur mit Lineal und einer beliebigen Strecke

Liegt {\displaystyle P} auf dem Inversionskreis, so ist {\displaystyle P'} gleich {\displaystyle P}. Für den anderen Fall zeigen im Folgenden sechs Bilder bekannte Konstruktionen mit Zirkel und Lineal oder mit Linealgeometrie die gespiegelten Bildpunkte {\displaystyle P'}.
Konstruktion mit einem Kreis beliebigen Radius’
Bei dieser Konstruktion (Bild 1) wird um {\displaystyle P} ein Kreisbogen geschlagen, der den Inversionskreis in zwei Punkten {\displaystyle A} und {\displaystyle B} schneidet. Die Gerade {\displaystyle PA} schneidet den Inversionskreis ein zweites Mal in {\displaystyle C} und die Linie von {\displaystyle B} nach {\displaystyle C} schneidet {\displaystyle MP} in {\displaystyle P'}. Die Gültigkeit dieser Konstruktion folgt aus dem Kreiswinkelsatz und der harmonischen Teilung der Strecke {\displaystyle {\overline {PE}}} durch die Winkelhalbierende des Dreiecks {\displaystyle \triangle PBP'}, die in der folgenden Konstruktion mit Winkelhalbierenden (siehe Bild 2) direkt ausgenutzt wird.
Konstruktion mit Winkelhalbierenden
Bei dieser Konstruktion:27 (Bild 2) wird die Gerade {\displaystyle DB} durch den Punkt {\displaystyle D}, der auf der Geraden {\displaystyle MP} und dem Inversionskreis nahe {\displaystyle P} liegt, und einen beliebigen Punkt {\displaystyle B} auf dem Inversionskreis gezogen. Der Bildpunkt {\displaystyle P'} ergibt sich durch Geradenspiegelung von {\displaystyle PB} an {\displaystyle DB} und Ermittlung des Schnittpunkts der Bildgeraden mit {\displaystyle MP}. Der Beweis, dass man so den Bildpunkt erhält, folgt aus der harmonischen Teilung der Strecke {\displaystyle {\overline {PE}}} durch die Winkelhalbierende des Dreiecks {\displaystyle \triangle P'PB}:

Bild 3: Tangente an den Inversionskreis durch

{\displaystyle (MP-R):(R-MP')=(MP+R):(MP'+R),}
was äquivalent ist zu {\displaystyle MP={\frac {R^{2}}{MP'}}}.
Konstruktion mit der Tangente an den Inversionskreis durch {\displaystyle P}
Die Konstruktion mit der Tangente an den Inversionskreis durch {\displaystyle P} ist der Spezialfall {\displaystyle A=C} (Bild 1), und ein weiterer sinnfälliger Spezialfall ist, wenn {\displaystyle AB} Durchmesser des Inversionskreises ist, siehe #Stereografische Projektion und Kreisspiegelung.
Falls der Punkt {\displaystyle P} außerhalb des Kreises liegt (Bild 3), zeichnet man mithilfe des Thaleskreises die beiden Kreistangenten durch {\displaystyle P}. Anschließend bringt man die Verbindungsstrecke {\displaystyle {\overline {FG}}} der beiden Berührpunkte mit der Halbgeraden {\displaystyle [MP} zum Schnitt. Der Schnittpunkt ist der gesuchte Bildpunkt {\displaystyle P'}.
Liegt der Punkt {\displaystyle P} dagegen im Kreisinneren, so beginnt man mit der zur Halbgeraden {\displaystyle [MP} senkrechten Kreissehne durch {\displaystyle P} und konstruiert die beiden Kreistangenten in den Endpunkten dieser Sehne. {\displaystyle P'} ergibt sich dann als Schnittpunkt dieser Tangenten.
Der Beweis, dass man so den Bildpunkt erhält, folgt direkt aus dem Kathetensatz.
Konstruktion mit Kreis durch {\displaystyle M}
Bei dieser Konstruktion:29 (Blatt 4) wird der Kreis um den Punkt {\displaystyle P} durch {\displaystyle M} mit dem Inversionskreis zum Schnitt gebracht, und der Kreis um den Schnittpunkt {\displaystyle N} durch {\displaystyle M} schneidet {\displaystyle MP} ein zweites Mal in {\displaystyle P'}, was aus der Ähnlichkeit der Dreiecke {\displaystyle \triangle PNM} und {\displaystyle \triangle NMP'} folgt.
Konstruktion nur mit Lineal und dem Inversionskreis
Liegt der zu spiegelnde Punkt {\displaystyle P_{1}} (grün) im Inversionskreis (Bild 5), werden zunächst die Punkte {\displaystyle A} und {\displaystyle B} markiert, in denen die Gerade {\displaystyle g} den Inversionskreis schneidet. Es wird eine beliebige Gerade durch den zu spiegelnden Punkt {\displaystyle P_{1}} gezeichnet und mit dem Inversionskreis zum Schnitt gebracht, die Punkte {\displaystyle C} und {\displaystyle D} ergebend. Die Gerade {\displaystyle AC} schneidet {\displaystyle BD} in {\displaystyle E} und die Gerade {\displaystyle BC} schneidet {\displaystyle AD} in {\displaystyle F}. Der Bildpunkt {\displaystyle P_{1}'} (rot) von {\displaystyle P_{1}} ist der Schnittpunkt der Verbindung {\displaystyle EF} mit der Geraden {\displaystyle g}.
Liegt der zu spiegelnde Punkt {\displaystyle P_{2}} (grün) hingegen außerhalb des Inversionskreises (Bild 5), wird zunächst die Senkrechte zur Geraden {\displaystyle g} errichtet und ein beliebiger Punkt {\displaystyle E} auf ihr markiert. Die Gerade {\displaystyle AE} schneidet den Inversionskreis in {\displaystyle C}, die Gerade {\displaystyle EB} schneidet den Inversionskreis in {\displaystyle D}, und {\displaystyle CD} liefert im Schnittpunkt mit der Geraden {\displaystyle g} das Spiegelbild {\displaystyle P_{2}'} (rot).
Konstruktion nur mit Lineal
Hier (Bild 6) wird ein beliebiger Punkt {\displaystyle G} und ein beliebiger Punkt {\displaystyle H} auf der Strecke {\displaystyle {\overline {BG}}} gewählt, wobei {\displaystyle B} der {\displaystyle P} nahe Schnittpunkt des Inversionskreises mit {\displaystyle MP} ist, und {\displaystyle A} ist der {\displaystyle P} ferne Schnittpunkt. Die Gerade {\displaystyle PH} schneidet {\displaystyle GA} in {\displaystyle I} und {\displaystyle IB} schneidet {\displaystyle AH} in {\displaystyle J}. Der Bildpunkt {\displaystyle P'} ist der Schnittpunkt der Geraden {\displaystyle GJ} mit der Geraden {\displaystyle g}.

#### Konstruktion mit Zirkel allein 1

Bild 7: Der Urbildpunkt wird nur mit Hilfe eines Zirkels am Inversionskreis (rot) gespiegelt, es ergibt sich der Bildpunkt

Bild 10: Der Abstand des Punktes zu ist kleiner als die Hälfte, aber größer als ein Achtel des Radius des Inversionskreises (rot):

Bild 9: Der Abstand des Punktes zu ist gleich dem halben Radius des Inversionskreises (rot):

Bild 8: Der Abstand des Punktes zu ist größer als der halbe Radius des Inversionskreises (rot):

- Liegt der Punkt {\displaystyle P} außerhalb des Inversionskreises (Bild 7), so zeichnet man um {\displaystyle P} einen Kreis durch den Mittelpunkt des Inversionskreises. Dieser schneidet den Inversionskreis in zwei Punkten. Zeichne auch um diese Punkte Kreise durch den Mittelpunkt. Diese beiden Kreise schneiden sich nun im Bildpunkt {\displaystyle P'.}[9]
- Liegt {\displaystyle P} auf dem Inversionskreis, so ist keine Konstruktion notwendig, es gilt {\displaystyle P'=P.}
- Liegt {\displaystyle P} innerhalb des Inversionskreises, kann z. B. mithilfe einer Einteilung der möglichen Lagen des Punktes {\displaystyle P} in drei Bereiche (Bild 7–9), eine deutliche Vereinfachung des Konstruktionsaufwandes für zwei Bereiche erreicht werden. Hierfür stellt man sich, quasi gedanklich, eine Kreisfläche (hellgrau) vor, deren Radius gleich ist dem halben Radius des Inversionskreises. Für die eigentliche Konstruktion ist die Kreisfläche (hellgrau) nicht erforderlich. Die drei Bereiche der möglichen Lage des Punktes {\displaystyle P}, meist gegeben als Abstand zum Mittelpunkt {\displaystyle M} des Inverskreises, und die dafür möglichen Konstruktionsmethoden sind:

1. Der Abstand des Punktes {\displaystyle P} zu {\displaystyle M} (Bild 8) ist größer als der halbe Radius des Inversionskreises, d. h. {\displaystyle |{\overline {MP}}|>{\frac {1}{2}}R.}

Zuerst wird um den Punkt {\displaystyle P} ein Kreis mit Radius {\displaystyle |{\overline {MP}}|} gezogen. Dieser schneidet den Inversionskreis in den Punkten {\displaystyle A} und {\displaystyle B.} Die abschließenden Kreise um {\displaystyle A} und {\displaystyle B} mit den Radien {\displaystyle |{\overline {AM}}|} bzw. {\displaystyle |{\overline {BM}}|} liefern den Bildpunkt {\displaystyle P'.}
1. Der Abstand des Punktes {\displaystyle P} zu {\displaystyle M} (Bild 9) ist gleich dem halben Radius des Inversionskreises, d. h. {\displaystyle |{\overline {MP}}|={\frac {1}{2}}R.} Hierzu wird der Radius {\displaystyle |{\overline {MP}}|} mit {\displaystyle 4} multipliziert um den Bildpunkt {\displaystyle P'} zu erhalten.[10]

Zuerst wird um den Punkt {\displaystyle P} ein Kreis mit Radius {\displaystyle |{\overline {MP}}|} gezogen und anschließend, mittels dreimaligem Abtragen dieses Radius ab dem Punkt {\displaystyle M}, sein Durchmesser {\displaystyle |{\overline {MC}}|} bestimmt. Als Nächstes wird der letzte Kreis mit dem Radius {\displaystyle |{\overline {MC}}|} um den Punkt {\displaystyle C} gezogen. Abschließend bedarf es noch eines zweimaligen Abtragens dieses Radius, ab den soeben erzeugten Schnittpunkt {\displaystyle D,} um den Bildpunkt {\displaystyle P'} zu erhalten.
1. Der Abstand des Punktes {\displaystyle P} zu {\displaystyle M} (Bild 10) ist kleiner als die Hälfte, aber größer als ein Achtel des Radius des Inversionskreises, d. h. {\displaystyle {\frac {1}{8}}R<|{\overline {MP}}|<{\frac {1}{2}}R.} Hierzu wird der Radius {\displaystyle |{\overline {MP}}|} mit {\displaystyle 6} multipliziert um den Bildpunkt {\displaystyle P'} zu erhalten.[10]

Im nebenstehenden Bild 12, veranschaulicht die kleine Kreisfläche (rosa) ein Achtel des Radius des Inversionskreises. Für die eigentliche Konstruktion ist die Kreisfläche (rosa) nicht erforderlich. Dies gilt ebenso für die eingezeichneten gepunkteten Linien; sie sollen lediglich einen Vergleich mit der Konstruktion Mit Zirkel und Lineal verdeutlichen.
Zuerst wird um den Punkt {\displaystyle P} ein Kreis mit Radius {\displaystyle |{\overline {MP}}|} gezogen und anschließend, durch ein dreimaliges Abtragen dieses Radius, sein Durchmesser {\displaystyle |{\overline {MC}}|} bestimmt. Es folgt ein Kreisbogen um {\displaystyle C} mit Radius {\displaystyle |{\overline {MC}}|,} auf dem, analog zuvor, der Durchmesser {\displaystyle |{\overline {MF}}|} erzeugt wird. Nun wird ein Kreisbogen um {\displaystyle F} mit Radius {\displaystyle |{\overline {MF}}|} gezogen, der den Inversionskreis in {\displaystyle G} und {\displaystyle H} schneidet. Je ein Kreisbogen um {\displaystyle G} und {\displaystyle H} mit den Radien {\displaystyle |{\overline {MG}}|} bzw. {\displaystyle |{\overline {MH}}|} schließen sich an und schneiden sich in {\displaystyle I.} Um {\displaystyle I} wird ein Kreisbogen mit Radius {\displaystyle |{\overline {MI}}|} gezogen auf dem, analog zuvor, der Durchmesser {\displaystyle |{\overline {ML}}|} erzeugt wird. Als Nächstes wird der letzte Kreis mit dem Radius {\displaystyle {\overline {ML}}} um den Punkt {\displaystyle L} gezogen. Abschließend bedarf es noch eines dreimaligen Abtragens dieses Radius, ab dem Punkt {\displaystyle M} um den Bildpunkt {\displaystyle P'} zu erhalten.
- Universelle Methode für Liegt {\displaystyle P} innerhalb des Inversionskreises:

Zunächst halbiert man den Radius des Inversionskreises so oft, bis man einen neuen Kreis erhält, der den Punkt {\displaystyle P} nicht mehr enthält. (Dies ist mit Zirkel allein möglich.) Anschließend konstruiert man wie oben (Bild 4) den Bildpunkt von {\displaystyle P}, wobei die Inversion am neuen Kreis durchgeführt wird. Zuletzt verdoppelt man den Abstand des Bildpunktes doppelt so oft wie man den Radius halbiert hat. (Auch dies ist mit Zirkel allein möglich.) Dieser Punkt ist der gesuchte Bildpunkt.
Auf Grund der Komplexität dieses Verfahrens wird man die Konstruktion wohl kaum durchführen, sie bietet aber eine Möglichkeit den Satz von Mohr-Mascheroni zu beweisen, der besagt, dass man mit Zirkel allein alle Konstruktionen durchführen kann, die mit Zirkel und Lineal möglich sind.

### Kreisspiegelung einer Geraden
Bei der Kreisspiegelung von Geraden sind zwei Fälle zu unterscheiden:
1. Geraden, die durch das Inversionszentrum führen, werden auf sich selbst abgebildet.
2. Andere Geraden werden auf Kreise abgebildet, die durch das Inversionszentrum führen und dort eine Tangente besitzen, die parallel zur Geraden ist. Der Mittelpunkt des Kreises liegt auf der Strecke vom Inversionszentrum zu dessen Fußpunkt auf der Geraden.

#### Analytische Beschreibung 2
Der Fußpunkt des Inversionszentrums {\displaystyle M} auf der Geraden wird auf den Endpunkt des Durchmessers des Spiegelbildes abgebildet, der durch {\displaystyle M} verläuft.:80:133 Daher stehen Durchmesser {\displaystyle d=|MD|} des Kreises und Abstand {\displaystyle L=|MD'|} des Fußpunkts {\displaystyle D'} vom Inversionszentrum auf der Geraden im Zusammenhang
{\displaystyle d={\frac {R^{2}}{L}}}
und können auseinander abgeleitet werden (blau im Bild 7). Mit dem Durchmesser kann der Kreis und mit dem Fußpunkt die Gerade angegeben werden; sie ist senkrecht auf {\displaystyle MD'}.

#### Konstruktion mit Zirkel und Lineal 2
- Ist der Kreis gegeben und schneidet den Inversionskreis in zwei Punkten, so wie der grüne Kreis in den Punkten {\displaystyle A} und {\displaystyle B} im Bild 11, dann ist sein Spiegelbild die Gerade {\displaystyle g}.
- Berührt der Kreis den Inversionskreis nur (Bild 12), so ist sein Spiegelbild die Tangente an den Inversionskreis in diesem Berührungspunkt.
- Wenn der Kreis keinen gemeinsamen Punkt mit dem Inversionskreis teilt (Bild 13), wie der grüne Kreis um {\displaystyle N} im Bild, dann wird, wie in #Kreisspiegelung eines Punktes beschrieben, das Spiegelbild des dem Inversionszentrum gegenüberliegenden Endes des Durchmessers {\displaystyle D} konstruiert. Im Bildpunkt {\displaystyle D'} wird die zu {\displaystyle MD} senkrechte Gerade {\displaystyle g} errichtet, die das Spiegelbild des Kreises ist.[1]:80

Bild 11: Konstruktion mit Zirkel und Lineal, Gerade ist gegeben.

Bild 12: Kreis berührt Inversionskreis.

Bild 13: Gerade hat keinen gemeinsamen Punkt mit dem Inversionskreis.

Animation,,

- Ist die Gerade gegeben und schneidet sie den Inversionskreis in zwei Punkten (Bild 11), wie die grüne in den Punkten {\displaystyle A} und {\displaystyle B}, dann ist das Spiegelbild der Umkreis des Dreiecks mit Ecken in diesen beiden Punkten und Inversionszentrum {\displaystyle M} (grüner Kreis um {\displaystyle P}). Sein Mittelpunkt kann daher mit der Mittelsenkrechten {\displaystyle JP} der Strecke {\displaystyle {\overline {MB}}} konstruiert werden.
- Bei Berührung der Gerade mit dem Inversionskreis (Bild 12) ist das Spiegelbild der Thaleskreis über der Strecke vom Berührungspunkt zu {\displaystyle M}.
- Hat die Gerade {\displaystyle g} keinen gemeinsamen Punkt mit dem Inversionskreis (Bild 13), wird zunächst der Fußpunkt des Inversionszentrums auf ihr konstruiert ({\displaystyle D'} im Bild). Dieser wird am Inversionskreis gespiegelt und liefert mit dem Inversionszentrum zwei Endpunkte des Durchmessers des Spiegelbildes, das sodann konstruiert werden kann. Weil der Mittelpunkt {\displaystyle N} des Bildkreises den halben Abstand zum Inversionszentrum {\displaystyle M} hat, wie der Endpunkt des Durchmessers, kann der Mittelpunkt als Bild des Punktes ermittelt werden, der den doppelten Abstand vom Inversionszentrum hat, wie der Fußpunkt. Im Bild hat {\displaystyle N'} den doppelten Abstand von {\displaystyle M} wie {\displaystyle D'} und somit liefert die Kreisspiegelung von {\displaystyle N'} direkt den Mittelpunkt {\displaystyle N} des Bildkreises.

#### Konstruktion mit Zirkel allein 2

Bild 14: Spiegelung einer Geraden, die (imaginäre) Gerade (dunkelblau, definiert durch die Punkte und) ist am Inversionskreis (rot) gespiegelt, um den Kreis (hellgrün) zu erhalten.
Die gestrichelte Gerade und die gepunktete Linie haben keine konstruktive Funktion, sie dienen lediglich der Veranschaulichung.

Animation Bild 14:
Spiegelung einer Geraden in 15 Bildern

Aufgabe
(Siehe hierzu Bild 14) Geraden, die nicht durch den Mittelpunkt des Inversionskreises verlaufen, werden auf Kreise abgebildet, die durch den Mittelpunkt gehen (siehe #Kreisspiegelung einer Geraden).
Die (imaginäre) Gerade {\displaystyle g} (definiert durch die Punkte {\displaystyle A} und {\displaystyle B}) ist am Inversionskreis {\displaystyle k} zu spiegeln, um den Kreis {\displaystyle g'} zu erhalten.
1. Definieren der Geraden {\displaystyle g}:

Nach dem Einzeichnen des Inversionskreises {\displaystyle k} um den Mittelpunkt {\displaystyle O}, mit beliebigem Radius, wird der Kreisbogens {\displaystyle b_{1}} um {\displaystyle O} ebenfalls mit beliebigem Radius gezogen. Die anschließend auf {\displaystyle b_{1}} mit beliebiger Position festgelegten Punkte {\displaystyle A} und {\displaystyle B} definieren die Gerade {\displaystyle g}.
1. Bestimmen des Punktes {\displaystyle P} (Mitte der Strecke {\displaystyle {\overline {AB}}}):

Die Punkte {\displaystyle C} und {\displaystyle D} werden bestimmt mittels Radius {\displaystyle |{\overline {AB}}|} um {\displaystyle A} und {\displaystyle B}, dies ermöglicht eine Gerade durch {\displaystyle C} und {\displaystyle D}, sie steht senkrecht auf die Gerade {\displaystyle g}; Punkt {\displaystyle E} entsteht mittels Radius {\displaystyle |{\overline {AB}}|} um {\displaystyle B} und Radius {\displaystyle |{\overline {DC}}|} um {\displaystyle D}; die Punkte {\displaystyle F} und {\displaystyle G} werden bestimmt mittels Radius {\displaystyle |{\overline {EA}}|} um {\displaystyle E} und Radius {\displaystyle |{\overline {AB}}|} um {\displaystyle A}; nach einem Kreisbogen mit Radius {\displaystyle |{\overline {GA}}|} um {\displaystyle G} und einem Kreisbogen mit gleicher Zirkelöffnung um {\displaystyle F} ergibt sich der gesuchten Punkt {\displaystyle P}.
1. Der Mittelpunkt {\displaystyle O} des Inversionskreises {\displaystyle k} an der Geraden {\displaystyle g} gespiegelt ergibt einen Punkt {\displaystyle M'}:

Die Punkte {\displaystyle H} und {\displaystyle I} werden auf dem Inversionskreis {\displaystyle k} mittels Radius {\displaystyle |{\overline {PO}}|} um {\displaystyle P} bestimmt; Punkt {\displaystyle J} erhält man mittels Radius {\displaystyle |{\overline {PO}}|} um {\displaystyle P} und {\displaystyle O}; Punkt {\displaystyle L} ergibt sich mittels Radius {\displaystyle |{\overline {PO}}|} um {\displaystyle P} und {\displaystyle J}; je ein Kreisbogen mit Radius {\displaystyle |{\overline {PO}}|} um {\displaystyle P} und {\displaystyle L} liefert den gesuchten Punkt {\displaystyle M'}.
1. Der Punkt {\displaystyle P} am Inversionskreis {\displaystyle k} gespiegelt ergibt einen Punkt {\displaystyle P'} (Kreisspiegelung eines Punktes):

Die beiden Kreisbögen mit Radius {\displaystyle |{\overline {HO}}|} um {\displaystyle H} und {\displaystyle I} liefern den gesuchten Punkt {\displaystyle P'}.
1. Dieser Punkt {\displaystyle M'} am Inversionskreis {\displaystyle k} gespiegelt ergibt den Mittelpunkt {\displaystyle M} des Kreises {\displaystyle g'} als Spiegelbild der Geraden {\displaystyle g}:

Der gezogene Kreisbogens {\displaystyle b_{2}} um {\displaystyle M'} mit Radius {\displaystyle |{\overline {M'O}}|} liefert die Punkte {\displaystyle Q} und {\displaystyle N} auf dem Inversionskreis {\displaystyle k}. Nun bedarf es nur noch zweier Kreisbögen mit Radius {\displaystyle |{\overline {QO}}|} um Punkt {\displaystyle Q} und Punkt {\displaystyle N}, somit ist der gesuchte Mittelpunkt {\displaystyle M} gefunden und der Kreis {\displaystyle g'} kann abschließend mit dem Radius {\displaystyle |{\overline {MO}}|} oder {\displaystyle |{\overline {MP'}}|} gezogen werden.
In einer korrekten Konstruktion ergibt sich die Beziehung
{\displaystyle |{\overline {OM}}|\cdot |{\overline {OM'}}|=|{\overline {OP}}|\cdot |{\overline {OP'}}|}

### Kreisspiegelung eines Kreises
Ein Kreis, der er durch das Inversionszentrum geht, wird auf eine Gerade abgebildet, siehe #Kreisspiegelung einer Geraden. An dieser Stelle werden Kreise betrachtet, die nicht durch das Inversionszentrum gehen. Deren Spiegelbilder sind Kreise. Allerdings sind die Mittelpunkte der Kreise nicht das Spiegelbild voneinander.

#### Analytische Beschreibung 3
Nach der Spiegelung eines Kreises mit Mittelpunkt {\displaystyle (x,y)} und Radius {\displaystyle r} hat dieser den Mittelpunkt und Radius::136
{\displaystyle (x',y')=(x_{0},y_{0})+s(x-x_{0},y-y_{0}),\;r'=|s|r}   mit   {\displaystyle s={\frac {R^{2}}{(x-x_{0})^{2}+(y-y_{0})^{2}-r^{2}}}}
Im Nenner steht die Potenz des Inversionszentrums bezüglich des Kreises. Bei Kreisspiegelung in der komplexen Zahlenebene um das Inversionszentrum c liegt der Mittelpunkt des gespiegelten Kreises bei {\displaystyle c+s(z-c)}, wobei {\displaystyle s={\tfrac {R^{2}}{|z-c|^{2}-r^{2}}}} ist. Der Radius {\displaystyle r'} ist bereits oben angegeben.
Die Kreisspiegelung ist demnach eine zentrische Streckung um das Inversionszentrum {\displaystyle c} mit Streckfaktor {\displaystyle |s|}, und wenn {\displaystyle s<0} erfolgt anschließend noch eine Drehung um 180°.:82

#### Konstruktion mit Zirkel und Lineal 3
Bei der Konstruktion der Kreisspiegelung von Kreisen (schwarz in Bild 15 mit rotem Inversionskreis) wird eine beliebige, durch das Inversionszentrum {\displaystyle M} führende Sehne {\displaystyle AB} des Kreises gewählt und mit den im Abschnitt #Kreisspiegelung eines Punktes angegebenen Methoden das Spiegelbild {\displaystyle A'} von {\displaystyle A} konstruiert. Wegen der Konformität der Kreisspiegelung schließt der Radius {\displaystyle |{\overline {PA'}}|} des Bildkreises (grün) und der Radius {\displaystyle |{\overline {NB}}|} des Kreises, das gleiche Winkelmaß mit der Strecke {\displaystyle {\overline {BA'}}} ein. Somit kann der Mittelpunkt {\displaystyle P} des gespiegelten Kreises durch Verschiebung von {\displaystyle NB} nach {\displaystyle A'} und Verlängerung bis zur Geraden {\displaystyle NM} konstruiert werden. Diese Methode funktioniert auch, wenn der Kreis außerhalb des Inversionskreises liegt oder ihn schneidet.:80

Bild 15: Inversion von Kreisen

Animation Bild 15: Inversion von Kreisen mit den drei relevanten Positionen des Kreises (blau)

Der Mittelpunkt {\displaystyle P} des Bildkreises kann durch Spiegelung des Inversionszentrums {\displaystyle M} am Kreis um {\displaystyle N} ermittelt werden, was zunächst den Bildpunkt {\displaystyle M*} ergibt (mittels des Linienzuges {\displaystyle ABA''M*}). Dieser Punkt ist das Spiegelbild {\displaystyle P'} des gesuchten Mittelpunkts {\displaystyle P} bezüglich des Inversionskreises um {\displaystyle M}. Der Punkt {\displaystyle P} entsteht im Bild aus dem Linienzug {\displaystyle P'CC''D} im Schnittpunkt der Geraden {\displaystyle MN} mit {\displaystyle C''D}.:137:136
Bei diesen Abbildungen der Kreise handelt es sich um zentrische Streckungen um M.:82
Die Animation zu Inversion von Kreisen zeigt die drei relevanten Positionen eines zu spiegelnden Kreises {\displaystyle k_{1}} (blau) am Inversionskreis (rot): Der Kreis liegt innerhalb des Inversionskreises, der Kreis schneidet den Inversionskreis rechtwinkelig (er wird deshalb auf sich selbst abgebildet) und er liegt außerhalb des Inversionskreises. Hierzu finden zwei beschriebene Konstruktionsmethoden zur Kreisspiegelung eines Kreises Verwendung. Es sind dies die im Bild 15 dargestellte Methode und die mit dem Konstruktionselement Tangente ({\displaystyle t}). Sie wird auch im nachfolgenden Abschnitt Konstruktion mit Zirkel allein 3 genutzt (siehe Bild 16).

#### Konstruktion mit Zirkel allein 3
Aufgabe
(Siehe hierzu Bild 16)
Der Inversionskreis {\displaystyle a} ist am Inversionskreis {\displaystyle k} zu spiegeln, um den Kreis {\displaystyle a'} zu erhalten.

Bild 16: Spiegelung eines Kreises, der Inversionskreis (dunkelblau) ist am Inversionskreis (rot) gespiegelt, um den Kreis (hellgrün) zu erhalten.
Die gestrichelten Tangenten (dunkelblau) und die gepunkteten Linien haben keine konstruktive Funktion, sie dienen lediglich der Veranschaulichung.

Animation Bild 16:
Spiegelung eines Kreises in 16 Bildern

1. Konstruktion des Mittelpunktes des Inversionskreises {\displaystyle a} und dessen (imaginären)[15] Tangenten {\displaystyle t_{1}} und {\displaystyle t_{2}}:

Nach dem Einzeichnen des Inversionskreises {\displaystyle k} um den Mittelpunkt {\displaystyle O} mit beliebigem Radius {\displaystyle r} positioniert man den Punkt {\displaystyle A} beliebig auf der Kreislinie, dies ermöglicht eine (imaginäre) Gerade durch {\displaystyle A} und {\displaystyle O}. Der Radius {\displaystyle r} ist auf der Kreislinie viermal abzutragen, Schnittpunkte sind {\displaystyle B,\;C,\;D} und {\displaystyle E}. Es folgt der Kreisbogen mit Radius {\displaystyle r} um Punkt {\displaystyle D}. Der Punkt {\displaystyle F} ergibt sich mittels Radius {\displaystyle r} um {\displaystyle C}; durch nochmaliges Abtragen des Radius {\displaystyle r} um Punkt {\displaystyle F} erhält man den Mittelpunkt {\displaystyle G} des Inversionskreises {\displaystyle a}.
1. Der Mittelpunkt {\displaystyle O} des Inversionskreises {\displaystyle k} an dem Inversionskreises {\displaystyle a} gespiegelt ergibt einen Punkt {\displaystyle O'} (Kreisspiegelung eines Punktes):

Der eingezeichnete Inversionskreis {\displaystyle a} erzeugt die Punkte {\displaystyle Q} und {\displaystyle H}. Dies ermöglicht jetzt die beiden Tangenten (blau gestrichelte Linien) {\displaystyle t_{1}} und {\displaystyle t_{2}} des Kreises {\displaystyle a} mit dem Scheitel {\displaystyle O} und den Berührpunkten {\displaystyle Q} und {\displaystyle H} sowie die Gerade durch {\displaystyle Q} und {\displaystyle H}, sie steht senkrecht auf die Gerade durch {\displaystyle A} und {\displaystyle G}. Die Punkte {\displaystyle I} und {\displaystyle J} werden bestimmt mittels Radius {\displaystyle |{\overline {QH}}|} um {\displaystyle Q} und {\displaystyle H}; Punkt {\displaystyle K} wird bestimmt mittels Radius {\displaystyle |{\overline {QH}}|} um {\displaystyle H} und Radius {\displaystyle |{\overline {IJ}}|} um {\displaystyle I}; die Punkte {\displaystyle L} und {\displaystyle N} entstehen mittels Radius {\displaystyle |{\overline {QH}}|} um {\displaystyle Q} und Radius {\displaystyle |{\overline {KQ}}|} um {\displaystyle K}; die beiden Kreisbögen mit Radius {\displaystyle |{\overline {LQ}}|} um {\displaystyle L} und {\displaystyle N} liefern den gesuchten Punkt {\displaystyle O'} (Mitte der Strecke {\displaystyle {\overline {QH}}}).
1. Dieser Punkt {\displaystyle O'} am Inversionskreis {\displaystyle k} gespiegelt ergibt den Mittelpunkt {\displaystyle M} des Kreises {\displaystyle a'} als Spiegelbild des Inversionskreises {\displaystyle a}:

Die Punkte {\displaystyle P} und {\displaystyle R} werden bestimmt mittels Radius {\displaystyle |{\overline {QO}}|} um {\displaystyle Q}; die beiden Kreisbögen mit Radius {\displaystyle |{\overline {PO}}|} um {\displaystyle P} und {\displaystyle R} liefern den Punkt {\displaystyle Q'}. Die beiden Punkte {\displaystyle S} und {\displaystyle T} erzeugt der Radius {\displaystyle |{\overline {O'O}}|} um {\displaystyle O'}. Nun bedarf es nur noch zweier Kreisbögen mit Radius {\displaystyle |{\overline {SO}}|} um Punkt {\displaystyle S} und Punkt {\displaystyle T}. Somit ist der gesuchte Mittelpunkt {\displaystyle M} gefunden und der Kreis {\displaystyle a'} kann abschließend mit dem Radius {\displaystyle |{\overline {MQ'}}|} gezogen werden.
In einer korrekten Konstruktion ergibt sich die Beziehung
{\displaystyle |{\overline {OM}}|\cdot |{\overline {OO'}}|=|{\overline {OQ}}|\cdot |{\overline {OQ'}}|=r^{2}}

## Allgemeine Abbildungen
Ist eine Kurve in Parameterdarstellung
{\displaystyle t\in U\subseteq \mathbb {R} \mapsto (f(t),g(t))\in \mathbb {R} ^{2}}
gegeben, kann diese, wie in #Analytische Beschreibung erläutert, an einem Kreis gespiegelt werden:
{\displaystyle (x',y')=(x_{0},y_{0})+{\frac {R^{2}(f(t)-x_{0},g(t)-y_{0})}{(f(t)-x_{0})^{2}+(g(t)-y_{0})^{2}}}}
Das Resultat ist die zur gegebenen Kurve inverse Kurve. Die Tabelle enthält eine Auswahl an bekannten Kurven und ihrer inversen.
| Kurve                                                                                  | Inverse Kurve                                                     |
| -------------------------------------------------------------------------------------- | ----------------------------------------------------------------- |
| Logarithmische Spirale (grün), Archimedische Spirale (schwarz), Lituus-Spirale (blau), | Logarithmische Spirale, Archimedische Spirale, Fermatsche Spirale |
| Fermatsche Spirale (grün)                                                              | Lituus-Spirale (blau)                                             |
| Parabel                                                                                | Kardioide (grün), Zissoide des Diokles (blau)                     |

| Weitere Abbildungen                                                                       |                                                                                  |
| Kurve                                                                                     | Inverse Kurve                                                                    |
| Hyperbel                                                                                  | Lemniskate (rot), Trisektrix von Maclaurin (grün)                                |
| Hyperbel                                                                                  | Lemniskate                                                                       |
| Hyperbel                                                                                  | Trisektrix von Maclaurin (rot)                                                   |
| Sinusoidale Spirale in Polarkoordinaten {\displaystyle r(\varphi )=a\cos(\varphi )^{1/n}} | Kreis (schwarz), Parabel (grün), Hyperbel (blau), allgemein: Sinusoidale Spirale |

## Stereografische Projektion und Kreisspiegelung
Die stereographische Projektion bezieht sich auf einfache Weise auf die Kreisspiegelung, siehe Bild. Seien {\displaystyle P} und {\displaystyle Q} zwei Punkte auf der Kugel mit Projektionen {\displaystyle P'} und {\displaystyle Q'} auf der Ebene. Dann sind {\displaystyle P'} und {\displaystyle Q'} im Äquatorkreis genau dann Bilder voneinander, wenn {\displaystyle P} und {\displaystyle Q} Spiegelungen voneinander in der Äquatorialebene sind.
Mit anderen Worten, wenn:
- {\displaystyle P} ein Punkt auf der Kugel ist, aber nicht der „Nordpol“ {\displaystyle N} und nicht der „Südpol“ {\displaystyle S},
- {\displaystyle P'} das Bild von {\displaystyle P} in einer stereografischen Projektion ist mit dem Projektionspunkt {\displaystyle N} und
- {\displaystyle P''} das Bild von {\displaystyle P} in einer stereografischen Projektion ist mit dem Projektionspunkt {\displaystyle S},

dann sind {\displaystyle P'} und {\displaystyle P''} inversive Bilder voneinander im Einheitskreis. Denn die Dreiecke {\displaystyle \Delta _{NOP'}} und {\displaystyle \Delta _{Q'OS}} sind einander ähnliche Dreiecke, weil sie drei gleiche Innenwinkel besitzen, mit der Konsequenz:
{\displaystyle {\frac {NO}{OP'}}={\frac {P''O}{OS}}\quad \rightarrow \quad {\frac {R}{OP'}}={\frac {P''O}{R}}\quad \rightarrow \quad P''O={\frac {R^{2}}{OP'}}}

## Hilfsmittel für die Inversion am Kreis
Der Inversor von Peaucellier, der Inversor von Hart und der Quadruplanar-Inversor sind mechanische Geräte, die speziell für die Inversion am Kreis konstruiert wurden.